# Johann Michael Vogl
Johann Michael Vogl (ur. 10 sierpnia 1768 w Ennsdorfie koło Steyr, zm. 19 listopada 1840 w Wiedniu) – austriacki śpiewak operowy (baryton) i kompozytor.

## Życiorys
Osierocony we wczesnym dzieciństwie, śpiewu uczył się przy lokalnej parafii. Następnie kształcił się w zakresie filozofii i językoznawstwa w gimnazjum benedyktyńskim w Kremsmünster, gdzie zaprzyjaźnił się z Franzem Xaverem Süssmayrem. W 1786 roku wyjechał do Wiednia, gdzie podjął studia prawnicze na uniwersytecie. Za radą Süssmayra uczył się także śpiewu u Girolamo Crescentiniego. W latach 1795–1822 był solistą wiedeńskiej Hofoper. Występował też w Theater am Kärntnertor, gdzie debiutował w operze Pavla Vranickiego Die gute Mutter. Występował w operach takich twórców jak Christoph Willibald Gluck, Wolfgang Amadeus Mozart, Luigi Cherubini, Gaspare Spontini, Adalbert Gyrowetz i Étienne Méhul. Brał udział w prapremierach oper Josepha Weigla Kaiser Hadrian (1807), Der Bergsturz (1813) i Daniel in der Löwengrube oder Baals Sturz (1820). W 1814 roku kreował rolę Pizarra w premierze 3. wersji Fidelia Ludwiga van Beethovena.
W 1817 roku poznał Franza Schuberta i został jego przyjacielem oraz interpretatorem i propagatorem pieśni kompozytora. Kreował główną rolę w premierze jego opery Die Zwilingbrüder (1820). W 1819, 1823 i 1825 roku towarzyszył Schubertowi w podróżach po Górnej Austrii. Schubert zadedykował mu swoje Pieśni op. 6 (nr 1–3) oraz Kantate zum Geburtstag des Sängers.
Skomponował m.in. 3 msze na 4 głosy solowe i zespół instrumentów oraz 15 Lieder na głos i fortepian.